# 海へゆく (曲)
「海へゆく」 (うみへゆく／GO TO THE SEA) は、2008年6月18日に発売された、 ソウル・フラワー・ユニオンのシングル。

## 解説
「海へゆく」は、中川敬による美しいアイリッシュ・トラッド調の主旋律を持つソウル・ナンバー。人生の通過儀礼を渚に例えた、詩的世界である。ブラスはBLACK BOTTOM BRASS BANDが担当している。
シングルは、この「海へゆく」に、リクオの代表曲のカバー「アイノウタ 」、4曲のライヴ曲が加わった、全7曲入り。「海へゆく」「アイノウタ 」のピアノはリクオである（メンバーの奥野真哉はオルガンを担当）。
なお、本シングルのジャケット、ならびに歌詞ブックレットの写真は、明治年間の水着女優の写真である（撮影者不詳）。

## 収録曲
1. 海へゆく UMI E YUKU (GO TO THE SEA)
2. アイノウタ AI NO UTA (LOVE SONG)
3. おんぼろの夜明け ONBORO NO YOAKE (RAGGED DAYBREAK)
4. イデアのアンブレラ IDEE'S UMBRELLA
5. 忘れられた男 WASURERARETA OTOKO (FORGOTTEN MAN)
6. 月が笑う夜に 導師はいない TSUKI GA WARAU YORU NI (NO GURU ON A NIGHT WHEN THE MOON SMILES)
7. 海へゆく＜インスト＞ UMI E YUKU (GO TO THE SEA)＜INST.＞

## 備考
- M-2 リクオのカバー
- M-3 ソウルシャリスト・エスケイプの楽曲
- M-3〜6 は、ライヴ・レコーディング